# Sing (singel Eda Sheerana)
Sing – utwór brytyjskiego piosenkarza Eda Sheerana napisany w 2013 roku przez samego artystę we współpracy z producentem Pharrellem Williamsem, wydany jako pierwszy singiel promujący drugi album studyjny Sheerana zatytułowany X.
Utwór dotarł do pierwszego miejsca listy przebojów w Australii, Wielkiej Brytanii, Szkocji, Nowej Zelandii, Izraelu i Irlandii.

## Historia utworu

### Nagrywanie

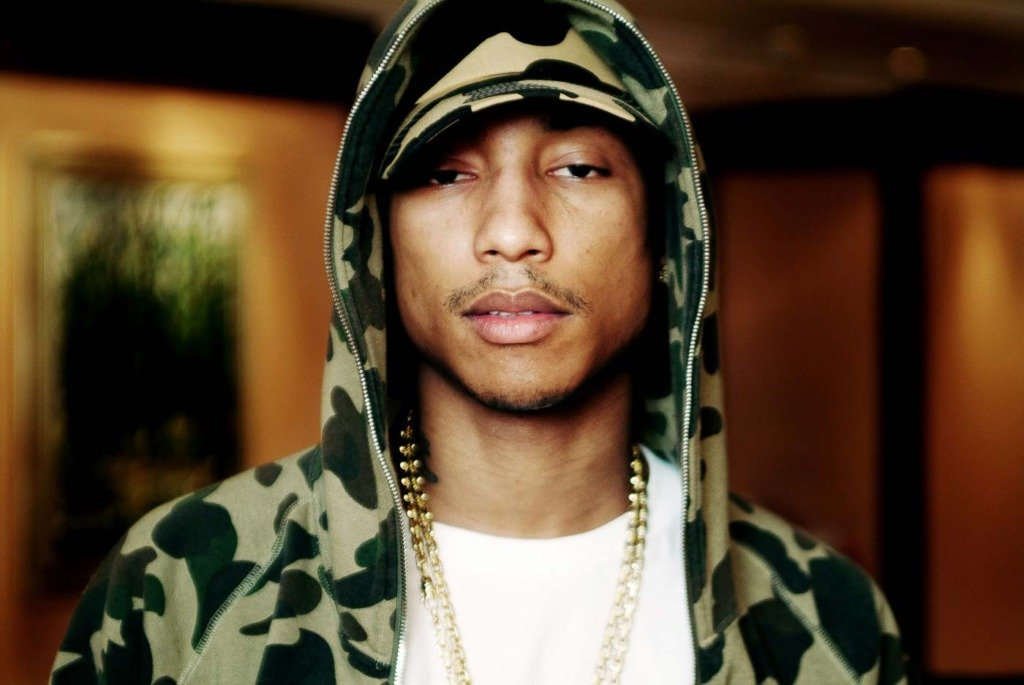
Pharrell Williams – producent singla

Utwór „Sing” został napisany przez Sheerana i Pharrella Williamsa, który dodatkowo nagrał chórki do piosenki oraz był odpowiedzialny za jej produkcję. Utwór utrzymany jest w stylu pop i rhythm and bluesowym, a podczas jego tworzenia autorzy inspirowali się twórczością Justina Timberlake’a. Warstwa tekstowa opowiada o „nocy spędzonej w Las Vegas”.
„Sing” ukazał się w formie singla 7 kwietnia 2014 roku w trakcie czatu z piosenkarzem transmitowanego na żywo w serwisie YouTube. Na płycie znalazł się także drugi utwór – „Friends”.

### Przyjęcie przez krytykę
Utwór został pozytywnie przyjęty przez krytyków i recenzentów muzycznych. Katherine St. Asaph z tygodnika Time doceniła zmianę brzmienia w twórczości Sheerana oraz inspirację muzyką Timberlake’a. Neil McCormick opisał „Sing” jako „zapierający dech w piersiach hit”, natomiast Randall Roberts z Los Angeles Times uznał go za „strzał w dziesiątkę”. Pozytywne zdanie o piosence wyraził także Michael Cragg z redakcji magazynu The Guardian oraz Jason Lipshutz z The Hollywood Reporter.
Kamil Brycki z serwisu Music To The People przyznał, że refren „Sing” „idealnie się nadaje do śpiewania nie tylko przez publiczność pod sceną, ale również w trakcie podróży w samochodzie. Jest prosty i wpada w ucho”. Autor recenzji płyty na blogu Zatopiony w ciszy dodał, że dzięki utworowi Sheeran „ukazuje nam pełnie swego wokalnego kunsztu, przechodząc od zwykłego śpiewu, do falsetu i rapowanych elementów”. Wojciech Duś w recenzji dla portalu Najlepsze Piosenki napisał, że Sheeran „nadal nie ma błysku, wyjątkowego pomysłu na siebie, by stać się kimś więcej niż objawieniem sezonu czy dwóch”.
Paweł Waliński z portalu Interia.pl negatywnie ocenił „Sing”, krytykując Williamsa, który – jego zdaniem – „próbuje z biednego Sheerana zrobić jakiegoś pieśniarza latino, czy wręcz Justina Timberlake’a. Ani to wiarygodne, ani fajne, wybija z klimatu i jest jednym wielkim kiksem”.

### Sukces komercyjny

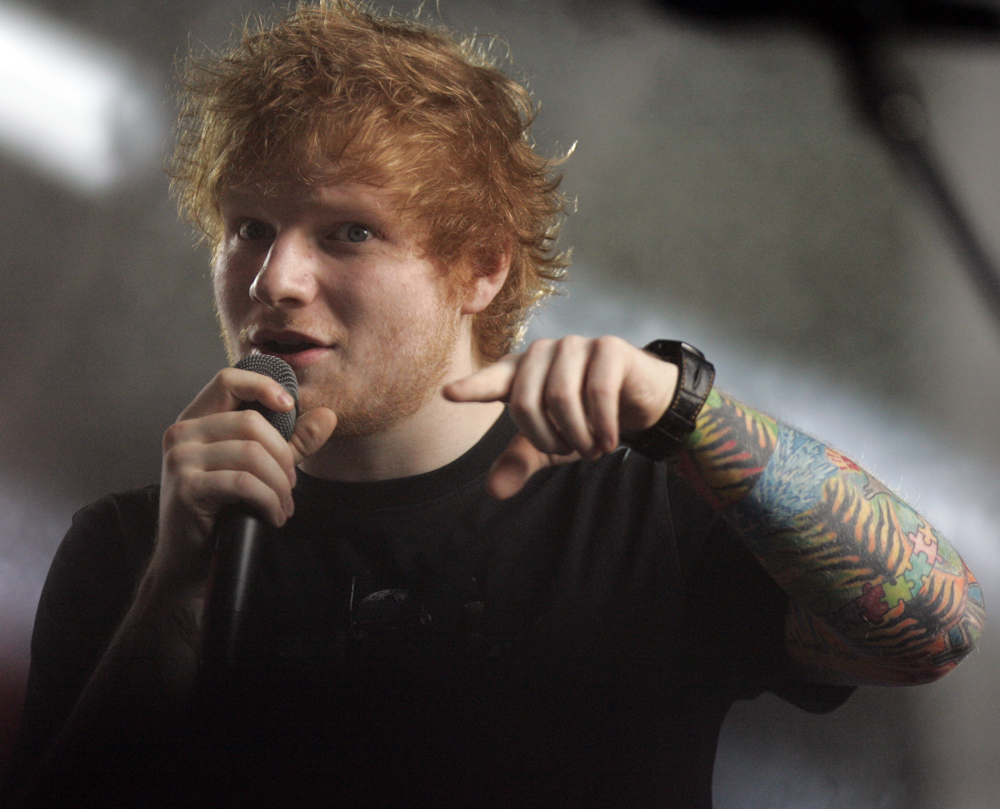
Ed Sheeran – wykonawca i współautor singla (2013)

Singiel „Sing” zadebiutował w maju 2014 roku na pierwszym miejscu listy przebojów w Australii, gdzie otrzymał również status podwójnej platynowej płyty za osiągnięcie wyniku ponad 140 tys. sprzedanych kopii. Miesiąc wcześniej piosenka pojawiła się na ósmym miejscu notowania w Nowej Zelandii, gdzie ostatecznie dotarła na szczyt i zdobyła status platynowej płyty. Oprócz tego, numer dotarł do pierwszego miejsca notowania w Wielkiej Brytanii, Szkocji, Izraelu i Irlandii. Piosenka zadebiutowała na amerykańskiej listy przebojów, zajmując wówczas 15. miejsce, ostatecznie dotarła do 13. pozycji i osiągnęła status platynowej płyty za sprzedaż w ponad 1,3 miliona egzemplarzach.

### Teledysk
Oficjalny teledysk do „Sing” miał swoją premierę 22 maja 2014 roku, Sheeran wystąpił w nim jako muppet. Reżyserem klipu został Emil Nava.
W lipcu teledysk otrzymał nominację do nagrody MTV Video Music Awards w kategorii Najlepszy klip artysty. Pod koniec sierpnia klip został wyróżniony statuetką.

### Wykonania na żywo, covery
Singiel „Sing” został premierowo zaprezentowany przez Sheerana 7 kwietnia 2014 foku w radiowej audycji Hottest Records in the World autorstwa Zane’a Lowe’a. Pięć dni później piosenkarz zaśpiewał numer w trakcie talk-show Saturday Night Live, gdzie wykonał także drugi numer z krążka – „Don’t”. 16 maja artysta wystąpił gościnnie z utworem w talk-show The Ellen DeGeneres Show a cztery dni później – w Later Live... with Jools Holland. Tego samego dnia zaśpiewał singiel „Sing” podczas finału szóstej edycji amerykańskiej wersji formatu The Voice. 27 maja zaprezentował singiel podczas półfinału ósmego sezonu programu Britain's Got Talent, a 6 czerwca – w talk-show The Graham Norton Show. 28 sierpnia wykonał piosenkę podczas wizyty w studiu programu Jimmy Kimmel Live!.
7 sierpnia 2014 roku swoją wersję utworu wykonał angielski zespół Rizzle Kicks, który zaśpiewał „Sing” w mashupie z singlem „Fancy” Iggy Azalei podczas sesji nagraniowej dla BBC Radio 1.

## Lista utworów
CD single
1. „Sing” – 3:55

CD maxi-single
1. „Sing” (Live @ 1LIVE Radiokonzert) – 6:49
2. „Sing” (Trippy Turtle Remix) – 4:06
3. „Friends” – 3:10

## Notowania na listach przebojów
| Kraj            | Lista (2014-15)                | Najwyższe miejsce |
| --------------- | ------------------------------ | ----------------- |
| Australia       | Single Top 50                  | 1                 |
| Irlandia        | Single Top 100                 | 1                 |
| Izrael          | Single Top 50                  | 1                 |
| Nowa Zelandia   | Single Top 40                  | 1                 |
| Szkocja         | Single Top 40                  | 1                 |
| Wielka Brytania | Single Top 40                  | 1                 |
| Chorwacja       | Single Top 100                 | 2                 |
| Francja         | Single Top 100                 | 5                 |
| Niemcy          | Single Top 10                  | 7                 |
| Szwajcaria      | Single Top 75                  | 7                 |
| Austria         | Singles Top 75                 | 11                |
| Holandia        | Dutch Single Top 100           | 12                |
| Dania           | Single Top 40                  | 15                |
| Finlandia       | Singles Top 20                 | 17                |
| Belgia          | Ultratop 50 Singles (Walonia)  | 19                |
| Belgia          | Ultratop 50 Singles (Flandria) | 26                |
| Szwecja         | Singles Top 60                 | 22                |
| Hiszpania       | Single Top 50                  | 37                |
| Polska          | Top 40 Singles                 | 44                |

| Kraj              | Lista (2014)                     | Miejsce |
| ----------------- | -------------------------------- | ------- |
| Wielka Brytania   | Top 100 Singles of 2014          | 11      |
| Kanada            | Canadian Hot 100 Singles of 2014 | 31      |
| Australia         | Top 100 Singles of 2014          | 33      |
| Włochy            | Singles Top 100                  | 33      |
| Niemcy            | Top 100 Singles of 2014          | 44      |
| Stany Zjednoczone | Hot 100                          | 56      |

## Certyfikaty
| Kraj              | Certyfikat | Sprzedaż  |
| ----------------- | ---------- | --------- |
| Australia         | 2x Platyna | 140 000   |
| Kanada            | 2x Platyna | 160 000   |
| Nowa Zelandia     | Platyna    | 15 000    |
| Szwecja           | Platyna    | 40 000    |
| Stany Zjednoczone | Platyna    | 1 323 000 |
| Dania             | Platyna    | 2 600 000 |
| Hiszpania         | Złoto      | 4 000 000 |
| Szwajcaria        | Złoto      | 15 000    |